# Phase finale de la Ligue Europa 2021-2022
Pour un article plus général, voir Ligue Europa 2021-2022.
Navigation
Phase de groupes Finale
La phase finale de l'édition 2021-2022 de la Ligue Europa commence le 17 février 2022 avec la phase aller des barrages et se termine le 18 mai 2022 avec la finale au stade Ramón Sánchez Pizjuán de Séville afin de décider du vainqueur de la compétition.
Un total de vingt-quatre équipes y prend part.

## Calendrier
Tous les tirages au sort ont lieu au quartier général de l'UEFA à Nyon en Suisse.
| Phase                                                  | Tirage au sort                 | Date aller                     | Date retour                    | Équipes participantes  |
| ------------------------------------------------------ | ------------------------------ | ------------------------------ | ------------------------------ | ---------------------- |
| Barrages                                               | 13 décembre 2021               | 17 février 2022                | 24 février 2022                | 16 (8 + 8)             |
| Huitièmes de finale                                    | 25 février 2022                | 10 mars 2022                   | 17 mars 2022                   | 16 (8 + 8 barragistes) |
| Quarts de finale                                       | 18 mars 2022                   | 7 avril 2022                   | 14 avril 2022                  | 8                      |
| Demi-finales                                           | 18 mars 2022                   | 28 avril 2022                  | 5 mai 2022                     | 4                      |
| Finale                                                 | mercredi 18 mai 2022 à Séville | mercredi 18 mai 2022 à Séville | mercredi 18 mai 2022 à Séville | 2                      |
| en italique : clubs repêchés de la Ligue des champions |                                |                                |                                |                        |

## Équipes qualifiées
Séville

Real Betis
Séville FC

## Barrages de la phase à élimination directe
Les deuxièmes de la phase de groupes de la Ligue Europa, rejoints par les huit équipes ayant terminé troisièmes de leur groupe en Ligue des champions, participent aux barrages de la phase à élimination directe de la Ligue Europa. Les huit premiers de la phase de groupes de la Ligue Europa, quant à eux, commencent leur phase finale par les huitièmes de finale.
Deux équipes d'une même association nationale ne peuvent pas se rencontrer en barrage. Le tirage au sort a lieu le 13 décembre 2021 à Nyon. Les deuxièmes de groupe, têtes de série, jouent leur match retour à domicile.
| Groupe | 2e de groupe (tête de série) | 3e de groupe de Ligue des champions (non-tête de série) |
| ------ | ---------------------------- | ------------------------------------------------------- |
| A      | Rangers FC                   | RB Leipzig                                              |
| B      | Real Sociedad                | FC Porto                                                |
| C      | SSC Naples                   | Borussia Dortmund                                       |
| D      | Olympiakos                   | Sheriff Tiraspol                                        |
| E      | SS Lazio                     | FC Barcelone                                            |
| F      | SC Braga                     | Atalanta Bergame                                        |
| G      | Real Betis                   | Séville FC                                              |
| H      | Dinamo Zagreb                | Zénith Saint-Pétersbourg                                |

Les matchs aller se jouent le 17 février tandis que les matchs retour se déroulent le 24 février 2022.
| Équipe                   | Aller | Total             | Retour | Équipe        |
| ------------------------ | ----- | ----------------- | ------ | ------------- |
| Séville FC               | 3 - 1 | 3 - 2             | 0 - 1  | Dinamo Zagreb |
| Atalanta Bergame         | 2 - 1 | 5 - 1             | 3 - 0  | Olympiakos    |
| RB Leipzig               | 2 - 2 | 5 - 3             | 3 - 1  | Real Sociedad |
| FC Barcelone             | 1 - 1 | 5 - 3             | 4 - 2  | SSC Naples    |
| Zénith Saint-Pétersbourg | 2 - 3 | 2 - 3             | 0 - 0  | Real Betis    |
| Borussia Dortmund        | 2 - 4 | 4 - 6             | 2 - 2  | Rangers FC    |
| Sheriff Tiraspol         | 2 - 0 | 2 - 2 (2 - 3 tab) | 0 - 2  | SC Braga      |
| FC Porto                 | 2 - 1 | 4 - 3             | 2 - 2  | SS Lazio      |

| 17 février 2022 | Séville FC                                       | 3 - 1   | Dinamo Zagreb                                | Stade Ramón Sánchez Pizjuán, Séville                                      |                                                                           |
| 21h00 CET       | Rakitić 13e (pen.) · Ocampos 44e · Martial 45+1e | (3 - 1) | 41e Oršić                                    | Spectateurs : 28 372 Arbitrage : Marco Guida Arbitre vidéo : Paolo Valeri | Spectateurs : 28 372 Arbitrage : Marco Guida Arbitre vidéo : Paolo Valeri |
| 21h00 CET       | Acuña 53e                                        | Rapport | 12e Livaković · 53e Petković · 76e Ristovski | Spectateurs : 28 372 Arbitrage : Marco Guida Arbitre vidéo : Paolo Valeri | Spectateurs : 28 372 Arbitrage : Marco Guida Arbitre vidéo : Paolo Valeri |

| 24 février 2022 | Dinamo Zagreb    | 1 - 0   | Séville FC                                  | Stade Maksimir, Zagreb                                                           |                                                                                  |
| 18h45 CET       | Oršić 65e (pen.) | (0 - 0) |                                             | Spectateurs : 9 788 Arbitrage : François Letexier Arbitre vidéo : Jérôme Brisard | Spectateurs : 9 788 Arbitrage : François Letexier Arbitre vidéo : Jérôme Brisard |
| 18h45 CET       |                  | Rapport | 63e Acuña · 66e, 90+1e Delaney · 88e Bounou | Spectateurs : 9 788 Arbitrage : François Letexier Arbitre vidéo : Jérôme Brisard | Spectateurs : 9 788 Arbitrage : François Letexier Arbitre vidéo : Jérôme Brisard |

| 17 février 2022 | Atalanta Bergame                           | 2 - 1   | Olympiakos   | Stadio Atleti Azzurri d'Italia, Bergame                                    |                                                                            |
| 21h00 CET       | Djimsiti 61e 63e                           | (0 - 1) | 16e Tiquinho | Spectateurs : 9 448 Arbitrage : Sandro Schärer Arbitre vidéo : Marco Fritz | Spectateurs : 9 448 Arbitrage : Sandro Schärer Arbitre vidéo : Marco Fritz |
| 21h00 CET       | Pašalić 33e · Demiral 78e · Pezzella 90+2e | Rapport | 53e Sokrátis | Spectateurs : 9 448 Arbitrage : Sandro Schärer Arbitre vidéo : Marco Fritz | Spectateurs : 9 448 Arbitrage : Sandro Schärer Arbitre vidéo : Marco Fritz |

| 24 février 2022 | Olympiakos                            | 0 - 3   | Atalanta Bergame                | Stade Karaïskakis, Le Pirée                                                                    |                                                                                                |
| 18h45 CET       |                                       | (0 - 1) | 40e Mæhle · 67e 69e Malinovskyi | Spectateurs : 15 835 Arbitrage : Carlos del Cerro Grande Arbitre vidéo : Juan Martínez Munuera | Spectateurs : 15 835 Arbitrage : Carlos del Cerro Grande Arbitre vidéo : Juan Martínez Munuera |
| 18h45 CET       | Cissé 4e · M'Vila 56e · A. Camara 85e | Rapport | 54e Tolói                       | Spectateurs : 15 835 Arbitrage : Carlos del Cerro Grande Arbitre vidéo : Juan Martínez Munuera | Spectateurs : 15 835 Arbitrage : Carlos del Cerro Grande Arbitre vidéo : Juan Martínez Munuera |

| 17 février 2022 | RB Leipzig                       | 2 - 2   | Real Sociedad                        | Red Bull Arena, Leipzig                                                           |                                                                                   |
| 21h00 CET       | Nkunku 30e · Forsberg 82e (pen.) | (1 - 1) | 8e Le Normand · 64e (pen.) Oyarzabal | Spectateurs : 21 113 Arbitrage : Cüneyt Çakır Arbitre vidéo : Massimiliano Irrati | Spectateurs : 21 113 Arbitrage : Cüneyt Çakır Arbitre vidéo : Massimiliano Irrati |
| 21h00 CET       | Rapport                          |         |                                      | Spectateurs : 21 113 Arbitrage : Cüneyt Çakır Arbitre vidéo : Massimiliano Irrati | Spectateurs : 21 113 Arbitrage : Cüneyt Çakır Arbitre vidéo : Massimiliano Irrati |

| 24 février 2022 | Real Sociedad | 1 - 3   | RB Leipzig                                  | Stade d'Anoeta, Saint-Sébastian                                              |                                                                              |
| 18h45 CET       | Zubimendi 67e | (0 - 1) | 39e Orban · 59e Silva · 89e (pen.) Forsberg | Spectateurs : 30 113 Arbitrage : Anthony Taylor Arbitre vidéo : Paul Tierney | Spectateurs : 30 113 Arbitrage : Anthony Taylor Arbitre vidéo : Paul Tierney |
| 18h45 CET       |               | Rapport | 63e Silva · 72e Orban · 85e Kampl           | Spectateurs : 30 113 Arbitrage : Anthony Taylor Arbitre vidéo : Paul Tierney | Spectateurs : 30 113 Arbitrage : Anthony Taylor Arbitre vidéo : Paul Tierney |

| 17 février 2022 | FC Barcelone      | 1 - 1   | SSC Naples                                  | Camp Nou, Barcelone                                                            |                                                                                |
| 18h45 CET       | Torres 59e (pen.) | (0 - 1) | 29e Zieliński                               | Spectateurs : 73 525 Arbitrage : István Kovács Arbitre vidéo : Bastian Dankert | Spectateurs : 73 525 Arbitrage : István Kovács Arbitre vidéo : Bastian Dankert |
| 18h45 CET       |                   | Rapport | 39e Zambo Anguissa · 70e Ruiz · 90+1e Meret | Spectateurs : 73 525 Arbitrage : István Kovács Arbitre vidéo : Bastian Dankert | Spectateurs : 73 525 Arbitrage : István Kovács Arbitre vidéo : Bastian Dankert |

| 24 février 2022 | SSC Naples                 | 2 - 4   | FC Barcelone                                          | Stade Diego Armando Maradona, Naples                                           |                                                                                |
| 21h00 CET       | Insigne 23e · Politano 87e | (1 - 3) | 8e Alba · 13e F. de Jong · 45e Piqué · 59e Aubameyang | Spectateurs : 37 858 Arbitrage : Sergei Karasev Arbitre vidéo : Pol van Boekel | Spectateurs : 37 858 Arbitrage : Sergei Karasev Arbitre vidéo : Pol van Boekel |
| 21h00 CET       | Zieliński 56e · Ruiz 62e   | Rapport | 90+3e Gavi                                            | Spectateurs : 37 858 Arbitrage : Sergei Karasev Arbitre vidéo : Pol van Boekel | Spectateurs : 37 858 Arbitrage : Sergei Karasev Arbitre vidéo : Pol van Boekel |

| 17 février 2022 | Zénith Saint-Pétersbourg     | 2 - 3   | Real Betis                             | Stade de Saint-Pétersbourg, Saint-Pétersbourg                                 |                                                                               |
| 18h45 CET       | Dziouba 25e · Malcom 28e     | (2 - 3) | 8e Rodríguez · 18e José · 41e Guardado | Spectateurs : 28 936 Arbitrage : Benoît Bastien Arbitre vidéo : Benoît Millot | Spectateurs : 28 936 Arbitrage : Benoît Bastien Arbitre vidéo : Benoît Millot |
| 18h45 CET       | Rakitskiy 7e · Barrios 90+2e | Rapport | 75e Tello                              | Spectateurs : 28 936 Arbitrage : Benoît Bastien Arbitre vidéo : Benoît Millot | Spectateurs : 28 936 Arbitrage : Benoît Bastien Arbitre vidéo : Benoît Millot |

| 24 février 2022 | Real Betis    | 0 - 0   | Zénith Saint-Pétersbourg                      | Stade Benito-Villamarín, Séville                                               |                                                                                |
| 21h00 CET       |               | (0 - 0) |                                               | Spectateurs : 44 236 Arbitrage : Halil Umut Meler Arbitre vidéo : Paolo Valeri | Spectateurs : 44 236 Arbitrage : Halil Umut Meler Arbitre vidéo : Paolo Valeri |
| 21h00 CET       | Rodríguez 23e | Rapport | 42e Krougovoï · 55e Barrios · 90+1e Yerokhine | Spectateurs : 44 236 Arbitrage : Halil Umut Meler Arbitre vidéo : Paolo Valeri | Spectateurs : 44 236 Arbitrage : Halil Umut Meler Arbitre vidéo : Paolo Valeri |

| 17 février 2022 | Borussia Dortmund              | 2 - 4   | Rangers FC                                                             | Signal Iduna Park, Dortmund                                                    |                                                                                |
| 18h45 CET       | Bellingham 51e · Guerreiro 82e | (0 - 2) | 38e (pen.) Tavernier · 41e Morelos · 49e Lundstram · 54e (csc) Zagadou | Spectateurs : 10 000 Arbitrage : Clément Turpin Arbitre vidéo : Jérôme Brisard | Spectateurs : 10 000 Arbitrage : Clément Turpin Arbitre vidéo : Jérôme Brisard |
| 18h45 CET       | Zagadou 73e                    | Rapport | 79e McGregor                                                           | Spectateurs : 10 000 Arbitrage : Clément Turpin Arbitre vidéo : Jérôme Brisard | Spectateurs : 10 000 Arbitrage : Clément Turpin Arbitre vidéo : Jérôme Brisard |

| 24 février 2022 | Rangers FC               | 2 - 2   | Borussia Dortmund                     | Ibrox Stadium, Glasgow                                                                 |                                                                                        |
| 21h00 CET       | Tavernier 22e (pen.) 57e | (1 - 2) | 31e Bellingham · 42e Malen            | Spectateurs : 47 709 Arbitrage : Antonio Mateu Lahoz Arbitre vidéo : Ricardo de Burgos | Spectateurs : 47 709 Arbitrage : Antonio Mateu Lahoz Arbitre vidéo : Ricardo de Burgos |
| 21h00 CET       | Lundstram 39e            | Rapport | 51e Bellingham · 55e Schulz · 67e Can | Spectateurs : 47 709 Arbitrage : Antonio Mateu Lahoz Arbitre vidéo : Ricardo de Burgos | Spectateurs : 47 709 Arbitrage : Antonio Mateu Lahoz Arbitre vidéo : Ricardo de Burgos |

| 17 février 2022 | Sheriff Tiraspol              | 2 - 0   | SC Braga | Complexe sportif Sheriff, Tiraspol                                             |                                                                                |
| 18h45 CET       | Thill 43e (pen.) · Traoré 83e | (1 - 0) |          | Spectateurs : 3 062 Arbitrage : Danny Makkelie Arbitre vidéo : Jochem Kamphuis | Spectateurs : 3 062 Arbitrage : Danny Makkelie Arbitre vidéo : Jochem Kamphuis |
| 18h45 CET       | Petro 15e                     | Rapport |          | Spectateurs : 3 062 Arbitrage : Danny Makkelie Arbitre vidéo : Jochem Kamphuis | Spectateurs : 3 062 Arbitrage : Danny Makkelie Arbitre vidéo : Jochem Kamphuis |

| 24 février 2022 | SC Braga                                  | 2 - 0                 | Sheriff Tiraspol                                                                      | Stade municipal de Braga, Braga                                                                           | |
| 21h00 CET       | Medeiros 17e · R. Horta 43e               | (2 - 0, 2 - 0, 2 - 0) |                                                                                       | Spectateurs : 9 423 Arbitrage : José María Sánchez Martínez Arbitre vidéo : Alejandro Hernández Hernández | Spectateurs : 9 423 Arbitrage : José María Sánchez Martínez Arbitre vidéo : Alejandro Hernández Hernández |
| 21h00 CET       | Oliveira 69e · Moura 85e                  | Rapport               | 21e Traoré · 66e Petro · 85e Nikolov · 88e Thill · 90+4e Yakhshiboev · 115e Dulanto · | Spectateurs : 9 423 Arbitrage : José María Sánchez Martínez Arbitre vidéo : Alejandro Hernández Hernández | Spectateurs : 9 423 Arbitrage : José María Sánchez Martínez Arbitre vidéo : Alejandro Hernández Hernández |
| 21h00 CET       | R. Horta · Musrati · Ruiz · Carmo · Moura | Tirs au but 3 - 2     | Dulanto · Bruno · Radeljić · Basit · Thill                                            | Spectateurs : 9 423 Arbitrage : José María Sánchez Martínez Arbitre vidéo : Alejandro Hernández Hernández | Spectateurs : 9 423 Arbitrage : José María Sánchez Martínez Arbitre vidéo : Alejandro Hernández Hernández |

| 17 février 2022 | FC Porto                                              | 2 - 1   | SS Lazio                            | Stade du Dragon, Porto                                                           |                                                                                  |
| 21h00 CET       | Martínez 37e 49e                                      | (1 - 1) | 23e Zaccagni                        | Spectateurs : 32 929 Arbitrage : Serdar Gözübüyük Arbitre vidéo : Pol van Boekel | Spectateurs : 32 929 Arbitrage : Serdar Gözübüyük Arbitre vidéo : Pol van Boekel |
| 21h00 CET       | Grujić 4e · Vieira 45+1e · Galeno 72e · Evanilson 73e | Rapport | 39e Milinković-Savić · 78e Zaccagni | Spectateurs : 32 929 Arbitrage : Serdar Gözübüyük Arbitre vidéo : Pol van Boekel | Spectateurs : 32 929 Arbitrage : Serdar Gözübüyük Arbitre vidéo : Pol van Boekel |

| 24 février 2022 | SS Lazio                                         | 2 - 2   | FC Porto                  | Stade olympique, Rome                                                           |                                                                                 |
| 18h45 CET       | Immobile 19e · Cataldi 90+5e                     | (1 - 1) | 31e Taremi · 68e Uribe    | Spectateurs : 24 948 Arbitrage : Deniz Aytekin Arbitre vidéo : Sascha Stegemann | Spectateurs : 24 948 Arbitrage : Deniz Aytekin Arbitre vidéo : Sascha Stegemann |
| 18h45 CET       | Radu 4e · Cataldi 76e · Patric 76e · Alberto 78e | Rapport | 45+2e Sanusi · 78e Otávio | Spectateurs : 24 948 Arbitrage : Deniz Aytekin Arbitre vidéo : Sascha Stegemann | Spectateurs : 24 948 Arbitrage : Deniz Aytekin Arbitre vidéo : Sascha Stegemann |

## Huitièmes de finale
Les vainqueurs de la phase de groupes de la Ligue Europa, rejoints par les huit équipes vainqueurs des barrages de la phase à élimination directe, participent aux huitièmes de finale de la Ligue Europa.
Deux équipes d'une même association nationale ne peuvent pas se rencontrer en huitièmes de finale. Cette restriction est levée ensuite à partir des quarts de finale. Le tirage au sort a lieu le 25 février 2022 à Nyon. Les huitièmes de finale se jouent le 10 mars pour les matchs aller et le 17 mars pour les matchs retour.
Le 28 février 2022, à la suite de l'invasion de l'Ukraine par la Russie, l'UEFA et la FIFA ont annoncé la suspension des clubs et sélections russes de toutes les compétitions qu'elles organisent, ce qui disqualifie le Spartak Moscou. De ce fait, le RB Leipzig se qualifie directement pour les quarts de finale.
| Vainqueur de groupe               | Vainqueur de barrages |
| --------------------------------- | --------------------- |
| Olympique lyonnais (Grp. A)       | Séville FC            |
| AS Monaco (Grp. B)                | Atalanta Bergame      |
| Spartak Moscou (Grp. C)           | RB Leipzig            |
| Eintracht Francfort (Grp. D)      | FC Barcelone          |
| Galatasaray SK (Grp. E)           | Real Betis            |
| Étoile rouge de Belgrade (Grp. F) | Rangers FC            |
| Bayer Leverkusen (Grp. G)         | SC Braga              |
| West Ham United (Grp. H)          | FC Porto              |

| Équipe           | Aller  | Total  | Retour      | Équipe                   |
| ---------------- | ------ | ------ | ----------- | ------------------------ |
| Rangers FC       | 3 - 0  | 4 - 2  | 1 - 2       | Étoile rouge de Belgrade |
| SC Braga         | 2 - 0  | 3 - 1  | 1 - 1       | AS Monaco                |
| FC Porto         | 0 - 1  | 1 - 2  | 1 - 1       | Olympique lyonnais       |
| Atalanta Bergame | 3 - 2  | 4 - 2  | 1 - 0       | Bayer Leverkusen         |
| Séville FC       | 1 - 0  | 1 - 2  | 0 - 2 a. p. | West Ham United          |
| FC Barcelone     | 0 - 0  | 2 - 1  | 2 - 1       | Galatasaray SK           |
| RB Leipzig       | Annulé | Annulé | Annulé      | Spartak Moscou           |
| Real Betis       | 1 - 2  | 2 - 3  | 1 - 1 a. p. | Eintracht Francfort      |

| 10 mars 2022 | Rangers FC                                       | 3 - 0   | Étoile rouge de Belgrade                          | Ibrox Stadium, Glasgow                                                            |                                                                                   |
| 21h00 CET    | Tavernier 11e (pen.) · Morelos 15e · Balogun 51e | (2 - 0) |                                                   | Spectateurs : 48 589 Arbitrage : Serdar Gözübüyük Arbitre vidéo : Jochem Kamphuis | Spectateurs : 48 589 Arbitrage : Serdar Gözübüyük Arbitre vidéo : Jochem Kamphuis |
| 21h00 CET    | Jack 23e · Aribo 30e                             | Rapport | 25e Sanogo · 61e Rodić · 82e Eraković · 90+3e Ben | Spectateurs : 48 589 Arbitrage : Serdar Gözübüyük Arbitre vidéo : Jochem Kamphuis | Spectateurs : 48 589 Arbitrage : Serdar Gözübüyük Arbitre vidéo : Jochem Kamphuis |

| 17 mars 2022 | Étoile rouge de Belgrade                | 2 - 1   | Rangers FC   | Stade de l'Étoile rouge, Belgrade                                                |                                                                                  |
| 18h45 CET    | Ivanić 10e · Ben 90+3e                  | (1 - 0) | 56e Kent     | Spectateurs : 47 024 Arbitrage : István Kovács Arbitre vidéo : Christian Dingert | Spectateurs : 47 024 Arbitrage : István Kovács Arbitre vidéo : Christian Dingert |
| 18h45 CET    | Dragović 71e · Katai 71e · Pavkov 90+5e | Rapport | 90+2e Kamara | Spectateurs : 47 024 Arbitrage : István Kovács Arbitre vidéo : Christian Dingert | Spectateurs : 47 024 Arbitrage : István Kovács Arbitre vidéo : Christian Dingert |

| 10 mars 2022 | SC Braga               | 2 - 0   | AS Monaco     | Stade municipal, Braga                                                          |                                                                                 |
| 21h00 CET    | Ruiz 3e · Oliveira 89e | (1 - 0) |               | Spectateurs : 10 228 Arbitrage : Felix Zwayer Arbitre vidéo : Christian Dingert | Spectateurs : 10 228 Arbitrage : Felix Zwayer Arbitre vidéo : Christian Dingert |
| 21h00 CET    | Carmo 53e              | Rapport | 14e Vanderson | Spectateurs : 10 228 Arbitrage : Felix Zwayer Arbitre vidéo : Christian Dingert | Spectateurs : 10 228 Arbitrage : Felix Zwayer Arbitre vidéo : Christian Dingert |

| 17 mars 2022 | AS Monaco                              | 1 - 1   | SC Braga | Stade Louis-II, Monaco                                                         |                                                                                |
| 18h45 CET    | Disasi 90e                             | (0 - 1) | 20e Ruiz | Spectateurs : 3 892 Arbitrage : Andreas Ekberg Arbitre vidéo : Jochem Kamphuis | Spectateurs : 3 892 Arbitrage : Andreas Ekberg Arbitre vidéo : Jochem Kamphuis |
| 18h45 CET    | Lucas 40e · Golovine 62e · Maripán 86e | Rapport |          | Spectateurs : 3 892 Arbitrage : Andreas Ekberg Arbitre vidéo : Jochem Kamphuis | Spectateurs : 3 892 Arbitrage : Andreas Ekberg Arbitre vidéo : Jochem Kamphuis |

| 9 mars 2022 | FC Porto                     | 0 - 1   | Olympique lyonnais | Stade du Dragon, Porto                                                                                     | |
| 18h45 CET   |                              | (0 - 0) | 59e Paquetá        | Spectateurs : 26 309 Arbitrage : José María Sánchez Martínez Arbitre vidéo : Alejandro Hernández Hernández | Spectateurs : 26 309 Arbitrage : José María Sánchez Martínez Arbitre vidéo : Alejandro Hernández Hernández |
| 18h45 CET   | Otávio 74e · Conceição 90+6e | Rapport | 64e Dubois         | Spectateurs : 26 309 Arbitrage : José María Sánchez Martínez Arbitre vidéo : Alejandro Hernández Hernández | Spectateurs : 26 309 Arbitrage : José María Sánchez Martínez Arbitre vidéo : Alejandro Hernández Hernández |

| 17 mars 2022 | Olympique lyonnais        | 1 - 1   | FC Porto                      | Groupama Stadium, Lyon                                                         |                                                                                |
| 21h00 CET    | Dembélé 13e               | (1 - 1) | 27e Pepê                      | Spectateurs : 54 551 Arbitrage : Ovidiu Hațegan Arbitre vidéo : Marco Di Bello | Spectateurs : 54 551 Arbitrage : Ovidiu Hațegan Arbitre vidéo : Marco Di Bello |
| 21h00 CET    | Dubois 60e · Caqueret 83e | Rapport | 18e Eustáquio · 82e Evanilson | Spectateurs : 54 551 Arbitrage : Ovidiu Hațegan Arbitre vidéo : Marco Di Bello | Spectateurs : 54 551 Arbitrage : Ovidiu Hațegan Arbitre vidéo : Marco Di Bello |

| 10 mars 2022 | Atalanta Bergame                 | 3 - 2   | Bayer Leverkusen         | Stadio Atleti Azzurri d'Italia, Bergame                                         |                                                                                 |
| 21h00 CET    | Malinovskyi 23e · Muriel 25e 49e | (2 - 1) | 11e Aránguiz · 63e Diaby | Spectateurs : 13 134 Arbitrage : Srđan Jovanović Arbitre vidéo : Chris Kavanagh | Spectateurs : 13 134 Arbitrage : Srđan Jovanović Arbitre vidéo : Chris Kavanagh |
| 21h00 CET    | Tolói 64e                        | Rapport | 73e Bakker · 78e Wirtz   | Spectateurs : 13 134 Arbitrage : Srđan Jovanović Arbitre vidéo : Chris Kavanagh | Spectateurs : 13 134 Arbitrage : Srđan Jovanović Arbitre vidéo : Chris Kavanagh |

| 17 mars 2022 | Bayer Leverkusen                          | 0 - 1   | Atalanta Bergame | BayArena, Leverkusen                                                              |                                                                                   |
| 18h45 CET    |                                           | (0 - 0) | 90+1e Boga       | Spectateurs : 19 871 Arbitrage : François Letexier Arbitre vidéo : Jérôme Brisard | Spectateurs : 19 871 Arbitrage : François Letexier Arbitre vidéo : Jérôme Brisard |
| 18h45 CET    | Fosu-Mensah 56e · Diaby 90e · Andrich 90e | Rapport |                  | Spectateurs : 19 871 Arbitrage : François Letexier Arbitre vidéo : Jérôme Brisard | Spectateurs : 19 871 Arbitrage : François Letexier Arbitre vidéo : Jérôme Brisard |

| 10 mars 2022 | Séville FC  | 1 - 0   | West Ham United                    | Stade Ramón Sánchez Pizjuán, Séville                                             |                                                                                  |
| 18h45 CET    | Munir 60e   | (0 - 0) |                                    | Spectateurs : 34 728 Arbitrage : Sandro Schärer Arbitre vidéo : Sascha Stegemann | Spectateurs : 34 728 Arbitrage : Sandro Schärer Arbitre vidéo : Sascha Stegemann |
| 18h45 CET    | Ocampos 90e | Rapport | 58e Zouma · 76e Lanzini · 90e Rice | Spectateurs : 34 728 Arbitrage : Sandro Schärer Arbitre vidéo : Sascha Stegemann | Spectateurs : 34 728 Arbitrage : Sandro Schärer Arbitre vidéo : Sascha Stegemann |

| 17 mars 2022 | West Ham United              | 2 - 0                 | Séville FC     | Stade de Londres, Londres                                                      |                                                                                |
| 21h00 CET    | Souček 39e · Yarmolenko 112e | (1 - 0, 1 - 0, 1 - 0) |                | Spectateurs : 59 981 Arbitrage : Clément Turpin Arbitre vidéo : Pol van Boekel | Spectateurs : 59 981 Arbitrage : Clément Turpin Arbitre vidéo : Pol van Boekel |
| 21h00 CET    | Lanzini 34e · Cresswell 117e | Rapport               | 120+2e Montiel | Spectateurs : 59 981 Arbitrage : Clément Turpin Arbitre vidéo : Pol van Boekel | Spectateurs : 59 981 Arbitrage : Clément Turpin Arbitre vidéo : Pol van Boekel |

| 10 mars 2022 | FC Barcelone         | 0 - 0   | Galatasaray SK            | Camp Nou, Barcelone                                                           |                                                                               |
| 21h00 CET    |                      | (0 - 0) |                           | Spectateurs : 61 740 Arbitrage : Benoît Bastien Arbitre vidéo : Willy Delajod | Spectateurs : 61 740 Arbitrage : Benoît Bastien Arbitre vidéo : Willy Delajod |
| 21h00 CET    | Depay 35e · Alba 89e | Rapport | 31e Kutlu · 77e Antalyalı | Spectateurs : 61 740 Arbitrage : Benoît Bastien Arbitre vidéo : Willy Delajod | Spectateurs : 61 740 Arbitrage : Benoît Bastien Arbitre vidéo : Willy Delajod |

| 17 mars 2022 | Galatasaray SK                            | 1 - 2   | FC Barcelone                                    | Nouveau complexe sportif Ali-Sami-Yen, Istanbul                              |                                                                              |
| 18h45 CET    | Marcão 28e                                | (1 - 1) | 37e Pedri · 50e Aubameyang                      | Spectateurs : 50 110 Arbitrage : Daniele Orsato Arbitre vidéo : Paolo Valeri | Spectateurs : 50 110 Arbitrage : Daniele Orsato Arbitre vidéo : Paolo Valeri |
| 18h45 CET    | Marcão 30e · van Aanholt 72e · Bayram 90e | Rapport | 27e Busquets · 42e García · 79e Gavi · 87e Alba | Spectateurs : 50 110 Arbitrage : Daniele Orsato Arbitre vidéo : Paolo Valeri | Spectateurs : 50 110 Arbitrage : Daniele Orsato Arbitre vidéo : Paolo Valeri |

| 9 mars 2022 | Real Betis | 1 - 2   | Eintracht Francfort       | Stade Benito-Villamarín, Séville                                                 |                                                                                  |
| 18h45 CET   | Fekir 30e  | (1 - 2) | 14e Kostić · 32e Kamada   | Spectateurs : 36 574 Arbitrage : Marco Guida Arbitre vidéo : Massimiliano Irrati | Spectateurs : 36 574 Arbitrage : Marco Guida Arbitre vidéo : Massimiliano Irrati |
| 18h45 CET   | Fekir 23e  | Rapport | 25e Sow · 75e Hinteregger | Spectateurs : 36 574 Arbitrage : Marco Guida Arbitre vidéo : Massimiliano Irrati | Spectateurs : 36 574 Arbitrage : Marco Guida Arbitre vidéo : Massimiliano Irrati |

| 17 mars 2022 | Eintracht Francfort | 1 - 1                 | Real Betis                                               | Deutsche Bank Park, Francfort-sur-le-Main                                      |                                                                                |
| 21h00 CET    | Hinteregger 120+1e  | (0 - 0, 0 - 1, 0 - 1) | 90e Iglesias                                             | Spectateurs : 25 000 Arbitrage : Michael Oliver Arbitre vidéo : Chris Kavanagh | Spectateurs : 25 000 Arbitrage : Michael Oliver Arbitre vidéo : Chris Kavanagh |
| 21h00 CET    |                     | Rapport               | 63e Juanmi · 70e Pezzella · 112e Ruibal · 120e Rodríguez | Spectateurs : 25 000 Arbitrage : Michael Oliver Arbitre vidéo : Chris Kavanagh | Spectateurs : 25 000 Arbitrage : Michael Oliver Arbitre vidéo : Chris Kavanagh |

## Quarts de finale
Le tirage au sort des quarts de finale, demi-finales et finale a lieu le 18 mars 2022 à Nyon. Les quarts de finale se jouent le 7 avril pour les matchs aller, et le 14 avril pour les matchs retour.
| Équipe              | Aller | Total | Retour      | Équipe             |
| ------------------- | ----- | ----- | ----------- | ------------------ |
| RB Leipzig          | 1 - 1 | 3 - 1 | 2 - 0       | Atalanta Bergame   |
| Eintracht Francfort | 1 - 1 | 4 - 3 | 3 - 2       | FC Barcelone       |
| West Ham United     | 1 - 1 | 4 - 1 | 3 - 0       | Olympique lyonnais |
| SC Braga            | 1 - 0 | 2 - 3 | 1 - 3 a. p. | Rangers FC         |

| 7 avril 2022 | RB Leipzig                     | 1 - 1   | Atalanta Bergame | Red Bull Arena, Leipzig                                                      |                                                                              |
| 18h45 CEST   | Zappacosta 58e (csc)           | (0 - 1) | 17e Muriel       | Spectateurs : 36 029 Arbitrage : Michael Oliver Arbitre vidéo : Paul Tierney | Spectateurs : 36 029 Arbitrage : Michael Oliver Arbitre vidéo : Paul Tierney |
| 18h45 CEST   | Gvardiol 51e · Halstenberg 85e | Rapport | 3e Palomino      | Spectateurs : 36 029 Arbitrage : Michael Oliver Arbitre vidéo : Paul Tierney | Spectateurs : 36 029 Arbitrage : Michael Oliver Arbitre vidéo : Paul Tierney |

| 14 avril 2022 | Atalanta Bergame                                                                             | 0 - 2   | RB Leipzig                               | Stadio Atleti Azzurri d'Italia, Bergame                                                    |                                                                                            |
| 18h45 CEST    |                                                                                              | (0 - 1) | 18e 87e (pen.) Nkunku                    | Spectateurs : 17 905 Arbitrage : Antonio Mateu Lahoz Arbitre vidéo : Juan Martínez Munuera | Spectateurs : 17 905 Arbitrage : Antonio Mateu Lahoz Arbitre vidéo : Juan Martínez Munuera |
| 18h45 CEST    | Zapata 58e · Freuler 59e · Demiral 60e · Koopmeiners 75e · Hateboer 90+2e · Zappacosta 90+5e | Rapport | 49e Henrichs · 62e Orban · 90+5e Simakan | Spectateurs : 17 905 Arbitrage : Antonio Mateu Lahoz Arbitre vidéo : Juan Martínez Munuera | Spectateurs : 17 905 Arbitrage : Antonio Mateu Lahoz Arbitre vidéo : Juan Martínez Munuera |

| 7 avril 2022 | Eintracht Francfort                      | 1 - 1   | FC Barcelone | Deutsche Bank Park, Francfort-sur-le-Main                                       |                                                                                 |
| 21h00 CEST   | Knauff 48e                               | (0 - 0) | 66e Torres   | Spectateurs : 48 000 Arbitrage : Srđan Jovanović Arbitre vidéo : Pol van Boekel | Spectateurs : 48 000 Arbitrage : Srđan Jovanović Arbitre vidéo : Pol van Boekel |
| 21h00 CEST   | Kostić 45+2e · Tuta 61e, 78e · Jakić 82e | Rapport |              | Spectateurs : 48 000 Arbitrage : Srđan Jovanović Arbitre vidéo : Pol van Boekel | Spectateurs : 48 000 Arbitrage : Srđan Jovanović Arbitre vidéo : Pol van Boekel |

| 14 avril 2022 | FC Barcelone                         | 2 - 3   | Eintracht Francfort                                                          | Camp Nou, Barcelone                                                              |                                                                                  |
| 21h00 CEST    | Busquets 90+1e · Depay 90+11e (pen.) | (0 - 2) | 4e (pen.) 67e Kostić · 36e Borré                                             | Spectateurs : 79 468 Arbitrage : Artur Soares Dias Arbitre vidéo : João Pinheiro | Spectateurs : 79 468 Arbitrage : Artur Soares Dias Arbitre vidéo : João Pinheiro |
| 21h00 CEST    | García 3e · Gavi 28e · Dembélé 90+4e | Rapport | 24e Jakić · 83e Hrustic · 90+5e, 90+11e Ndicka · 90+5e Knauff · 90+12e Trapp | Spectateurs : 79 468 Arbitrage : Artur Soares Dias Arbitre vidéo : João Pinheiro | Spectateurs : 79 468 Arbitrage : Artur Soares Dias Arbitre vidéo : João Pinheiro |

| 7 avril 2022 | West Ham United                             | 1 - 1   | Olympique lyonnais | Stade de Londres, Londres                                                     |                                                                               |
| 21h00 CEST   | Bowen 52e                                   | (0 - 0) | 66e Ndombele       | Spectateurs : 59 978 Arbitrage : Felix Zwayer Arbitre vidéo : Bastian Dankert | Spectateurs : 59 978 Arbitrage : Felix Zwayer Arbitre vidéo : Bastian Dankert |
| 21h00 CEST   | Cresswell 45+3e · Antonio 88e · Bowen 90+6e | Rapport |                    | Spectateurs : 59 978 Arbitrage : Felix Zwayer Arbitre vidéo : Bastian Dankert | Spectateurs : 59 978 Arbitrage : Felix Zwayer Arbitre vidéo : Bastian Dankert |

| 14 avril 2022 | Olympique lyonnais | 0 - 3   | West Ham United                   | Groupama Stadium, Lyon                                                         |                                                                                |
| 21h00 CEST    |                    | (0 - 2) | 38e Dawson · 44e Rice · 48e Bowen | Spectateurs : 50 065 Arbitrage : Sandro Schärer Arbitre vidéo : Marco Di Bello | Spectateurs : 50 065 Arbitrage : Sandro Schärer Arbitre vidéo : Marco Di Bello |
| 21h00 CEST    | B. Barcola 84e     | Rapport | 22e Diop · 85e Fornals            | Spectateurs : 50 065 Arbitrage : Sandro Schärer Arbitre vidéo : Marco Di Bello | Spectateurs : 50 065 Arbitrage : Sandro Schärer Arbitre vidéo : Marco Di Bello |

| 7 avril 2022 | SC Braga  | 1 - 0   | Rangers FC | Stade municipal de Braga, Braga                                            |                                                                            |
| 21h00 CEST   | Ruiz 40e  | (1 - 0) |            | Spectateurs : 20 331 Arbitrage : Davide Massa Arbitre vidéo : Paolo Valeri | Spectateurs : 20 331 Arbitrage : Davide Massa Arbitre vidéo : Paolo Valeri |
| 21h00 CEST   | Carmo 22e | Rapport | 36e Jack   | Spectateurs : 20 331 Arbitrage : Davide Massa Arbitre vidéo : Paolo Valeri | Spectateurs : 20 331 Arbitrage : Davide Massa Arbitre vidéo : Paolo Valeri |

| 14 avril 2022 | Rangers FC                           | 3 - 1 a. p.           | SC Braga                                         | Ibrox Stadium, Glasgow                                                            |                                                                                   |
| 21h00 CEST    | Tavernier 2e 44e (pen.) · Roofe 101e | (2 - 0, 2 - 1, 3 - 1) | 83e Carmo                                        | Spectateurs : 48 894 Arbitrage : François Letexier Arbitre vidéo : Jérôme Brisard | Spectateurs : 48 894 Arbitrage : François Letexier Arbitre vidéo : Jérôme Brisard |
| 21h00 CEST    | Roofe 85e                            | Rapport               | 42e Tormena · 95e A. Horta · 105e, 105e Medeiros | Spectateurs : 48 894 Arbitrage : François Letexier Arbitre vidéo : Jérôme Brisard | Spectateurs : 48 894 Arbitrage : François Letexier Arbitre vidéo : Jérôme Brisard |

## Demi-finales
Les matchs aller se déroulent le 28 avril, et les matchs retour le 5 mai
| Équipe          | Aller | Total | Retour | Équipe              |
| --------------- | ----- | ----- | ------ | ------------------- |
| RB Leipzig      | 1 - 0 | 2 - 3 | 1 - 3  | Rangers FC          |
| West Ham United | 1 - 2 | 1 - 3 | 0 - 1  | Eintracht Francfort |

| 28 avril 2022 | RB Leipzig   | 1 - 0   | Rangers FC                      | Red Bull Arena, Leipzig                                                       |                                                                               |
| 21h00 CEST    | Angeliño 85e | (0 - 0) |                                 | Spectateurs : 40 303 Arbitrage : Benoît Bastien Arbitre vidéo : Benoît Millot | Spectateurs : 40 303 Arbitrage : Benoît Bastien Arbitre vidéo : Benoît Millot |
| 21h00 CEST    |              | Rapport | 90+2e Goldson · 90+3e Tavernier | Spectateurs : 40 303 Arbitrage : Benoît Bastien Arbitre vidéo : Benoît Millot | Spectateurs : 40 303 Arbitrage : Benoît Bastien Arbitre vidéo : Benoît Millot |

| 5 mai 2022 | Rangers FC                                 | 3 - 1   | RB Leipzig | Ibrox Stadium, Glasgow                                                           |                                                                                  |
| 21h00 CEST | Tavernier 19e · Kamara 24e · Lundstram 81e | (2 - 0) | 71e Nkunku | Spectateurs : 49 397 Arbitrage : Artur Soares Dias Arbitre vidéo : João Pinheiro | Spectateurs : 49 397 Arbitrage : Artur Soares Dias Arbitre vidéo : João Pinheiro |
| 21h00 CEST | Bassey 26e · Goldson 31e · Barišić 44e     | Rapport | 52e Kampl  | Spectateurs : 49 397 Arbitrage : Artur Soares Dias Arbitre vidéo : João Pinheiro | Spectateurs : 49 397 Arbitrage : Artur Soares Dias Arbitre vidéo : João Pinheiro |

| 28 avril 2022 | West Ham United | 1 - 2   | Eintracht Francfort       | Stade de Londres, Londres                                                        |                                                                                  |
| 21h00 CEST    | Antonio 21e     | (1 - 1) | 1re Knauff · 54e Kamada   | Spectateurs : 58 108 Arbitrage : Serdar Gözübüyük Arbitre vidéo : Pol van Boekel | Spectateurs : 58 108 Arbitrage : Serdar Gözübüyük Arbitre vidéo : Pol van Boekel |
| 21h00 CEST    |                 | Rapport | 79e Sow · 81e Hinteregger | Spectateurs : 58 108 Arbitrage : Serdar Gözübüyük Arbitre vidéo : Pol van Boekel | Spectateurs : 58 108 Arbitrage : Serdar Gözübüyük Arbitre vidéo : Pol van Boekel |

| 5 mai 2022 | Eintracht Francfort                              | 1 - 0   | West Ham United                                         | Deutsche Bank Park, Francfort-sur-le-Main                                                        |                                                                                                  |
| 21h00 CEST | Borré 26e                                        | (1 - 0) |                                                         | Spectateurs : 48 000 Arbitrage : Jesús Gil Manzano Arbitre vidéo : Alejandro Hernández Hernández | Spectateurs : 48 000 Arbitrage : Jesús Gil Manzano Arbitre vidéo : Alejandro Hernández Hernández |
| 21h00 CEST | Ndicka 43e · Rode 66e · Knauff 81e · Trapp 90+1e | Rapport | 17e Cresswell · 45+3e Rice · 77e Antonio · 81e Benrahma | Spectateurs : 48 000 Arbitrage : Jesús Gil Manzano Arbitre vidéo : Alejandro Hernández Hernández | Spectateurs : 48 000 Arbitrage : Jesús Gil Manzano Arbitre vidéo : Alejandro Hernández Hernández |

## Finale
La finale se déroule le 18 mai 2022 au stade Ramón Sánchez Pizjuán de Séville en Espagne.
| Équipe 1            | Score                   | Équipe 2   |
| ------------------- | ----------------------- | ---------- |
| Eintracht Francfort | 1 - 1 a. p. (5 - 4 tab) | Rangers FC |

| 18 mai 2022 | Eintracht Francfort                      | 1 - 1 a. p.           | Rangers FC                                   | Stade Ramón Sánchez Pizjuán, Séville                                          |                                                                               |
| 21h00 CEST  | Borré 69e                                | (0 - 0, 1 - 1, 1 - 1) | 57e Aribo                                    | Spectateurs : 38 842 Arbitrage : Slavko Vinčić Arbitre vidéo : Pol van Boekel | Spectateurs : 38 842 Arbitrage : Slavko Vinčić Arbitre vidéo : Pol van Boekel |
| 21h00 CEST  |                                          | Rapport               | 62e Aribo · 73e Wright ·                     | Spectateurs : 38 842 Arbitrage : Slavko Vinčić Arbitre vidéo : Pol van Boekel | Spectateurs : 38 842 Arbitrage : Slavko Vinčić Arbitre vidéo : Pol van Boekel |
| 21h00 CEST  | Lenz · Hrustic · Kamada · Kostić · Borré | Tirs au but 5 - 4     | Tavernier · Davis · Arfield · Ramsey · Roofe | Spectateurs : 38 842 Arbitrage : Slavko Vinčić Arbitre vidéo : Pol van Boekel | Spectateurs : 38 842 Arbitrage : Slavko Vinčić Arbitre vidéo : Pol van Boekel |

## Tableau final
|  | Huitièmes de finale      | Huitièmes de finale      | Huitièmes de finale | Huitièmes de finale |                     |                     | Quarts de finale | Quarts de finale | Quarts de finale | Quarts de finale |  |  | Demi-finales | Demi-finales | Demi-finales | Demi-finales |  |  | Finale                                             | Finale | Finale | Finale |
|  |                          |                          |                     |                     |                     |                     |                  |                  |                  |                  |  |  |              |              |              |              |  |  |                                                    |        |        |        |
|  |                          |                          |                     |                     |                     |                     |                  |                  |                  |                  |  |  |              |              |              |              |  |  | 18 mai 2022 - Stade Ramón Sánchez Pizjuán, Séville |        |        |        |
|  | Séville FC               | Séville FC               | 1                   | 0                   |                     |                     |                  |                  |                  |                  |  |  |              |              |              |              |  |  |                                                    |        |        |        |
|  | Séville FC               | Séville FC               | 1                   | 0                   |                     |                     |                  |                  |                  |                  |  |  |              |              |              |              |  |  |                                                    |        |        |        |
|  | West Ham United          | West Ham United          | 0                   | 2ap                 |                     |                     |                  |                  |                  |                  |  |  |              |              |              |              |  |  |                                                    |        |        |        |
|  | West Ham United          | West Ham United          | 0                   | 2ap                 | West Ham United     | West Ham United     | 1                | 3                |                  |                  |  |  |              |              |              |              |  |  |                                                    |        |        |        |
|  |                          |                          |                     |                     | West Ham United     | West Ham United     | 1                | 3                |                  |                  |  |  |              |              |              |              |  |  |                                                    |        |        |        |
|  |                          |                          | Olympique lyonnais  | Olympique lyonnais  | 1                   | 0                   |                  |                  |                  |                  |  |  |              |              |              |              |  |  |                                                    |        |        |        |
|  | FC Porto                 | FC Porto                 | Olympique lyonnais  | Olympique lyonnais  | 1                   | 0                   | 0                | 1                |                  |                  |  |  |              |              |              |              |  |  |                                                    |        |        |        |
|  | FC Porto                 | FC Porto                 |                     |                     |                     |                     |                  | 1                |                  |                  |  |  |              |              |              |              |  |  |                                                    |        |        |        |
|  | Olympique lyonnais       | Olympique lyonnais       | 1                   | 1                   |                     |                     |                  |                  |                  |                  |  |  |              |              |              |              |  |  |                                                    |        |        |        |
|  | Olympique lyonnais       | Olympique lyonnais       | 1                   | 1                   | West Ham United     | West Ham United     | 1                | 0                |                  |                  |  |  |              |              |              |              |  |  |                                                    |        |        |        |
|  |                          |                          |                     |                     | West Ham United     | West Ham United     | 1                | 0                |                  |                  |  |  |              |              |              |              |  |  |                                                    |        |        |        |
|  |                          |                          | Eintracht Francfort | Eintracht Francfort | 2                   | 1                   |                  |                  |                  |                  |  |  |              |              |              |              |  |  |                                                    |        |        |        |
|  | Real Betis               | Real Betis               | Eintracht Francfort | Eintracht Francfort | 2                   | 1                   | 1                | 1                |                  |                  |  |  |              |              |              |              |  |  |                                                    |        |        |        |
|  | Real Betis               | Real Betis               |                     |                     |                     |                     |                  | 1                |                  |                  |  |  |              |              |              |              |  |  |                                                    |        |        |        |
|  | Eintracht Francfort      | Eintracht Francfort      | 2                   | 1ap                 |                     |                     |                  |                  |                  |                  |  |  |              |              |              |              |  |  |                                                    |        |        |        |
|  | Eintracht Francfort      | Eintracht Francfort      | 2                   | 1ap                 | Eintracht Francfort | Eintracht Francfort | 1                | 3                |                  |                  |  |  |              |              |              |              |  |  |                                                    |        |        |        |
|  |                          |                          |                     |                     | Eintracht Francfort | Eintracht Francfort | 1                | 3                |                  |                  |  |  |              |              |              |              |  |  |                                                    |        |        |        |
|  |                          |                          | FC Barcelone        | FC Barcelone        | 1                   | 2                   |                  |                  |                  |                  |  |  |              |              |              |              |  |  |                                                    |        |        |        |
|  | FC Barcelone             | FC Barcelone             | FC Barcelone        | FC Barcelone        | 1                   | 2                   | 0                | 2                |                  |                  |  |  |              |              |              |              |  |  |                                                    |        |        |        |
|  | FC Barcelone             | FC Barcelone             |                     |                     |                     |                     |                  | 2                |                  |                  |  |  |              |              |              |              |  |  |                                                    |        |        |        |
|  | Galatasaray SK           | Galatasaray SK           | 0                   | 1                   |                     |                     |                  |                  |                  |                  |  |  |              |              |              |              |  |  |                                                    |        |        |        |
|  | Galatasaray SK           | Galatasaray SK           | 0                   | 1                   | Eintracht Francfort | Eintracht Francfort | 1ap              | (5)tab           |                  |                  |  |  |              |              |              |              |  |  |                                                    |        |        |        |
|  |                          |                          |                     |                     | Eintracht Francfort | Eintracht Francfort | 1ap              | (5)tab           |                  |                  |  |  |              |              |              |              |  |  |                                                    |        |        |        |
|  |                          |                          | Rangers FC          | Rangers FC          | 1                   | (4)                 |                  |                  |                  |                  |  |  |              |              |              |              |  |  |                                                    |        |        |        |
|  | RB Leipzig               | RB Leipzig               | Rangers FC          | Rangers FC          | 1                   | (4)                 | Annulé           | Annulé           |                  |                  |  |  |              |              |              |              |  |  |                                                    |        |        |        |
|  | RB Leipzig               | RB Leipzig               |                     |                     |                     |                     |                  | Annulé           |                  |                  |  |  |              |              |              |              |  |  |                                                    |        |        |        |
|  | Spartak Moscou           | Spartak Moscou           | Annulé              | Annulé              |                     |                     |                  |                  |                  |                  |  |  |              |              |              |              |  |  |                                                    |        |        |        |
|  | Spartak Moscou           | Spartak Moscou           | Annulé              | Annulé              | RB Leipzig          | RB Leipzig          | 1                | 2                |                  |                  |  |  |              |              |              |              |  |  |                                                    |        |        |        |
|  |                          |                          |                     |                     | RB Leipzig          | RB Leipzig          | 1                | 2                |                  |                  |  |  |              |              |              |              |  |  |                                                    |        |        |        |
|  |                          |                          | Atalanta Bergame    | Atalanta Bergame    | 1                   | 0                   |                  |                  |                  |                  |  |  |              |              |              |              |  |  |                                                    |        |        |        |
|  | Atalanta Bergame         | Atalanta Bergame         | Atalanta Bergame    | Atalanta Bergame    | 1                   | 0                   | 3                | 1                |                  |                  |  |  |              |              |              |              |  |  |                                                    |        |        |        |
|  | Atalanta Bergame         | Atalanta Bergame         |                     |                     |                     |                     |                  | 1                |                  |                  |  |  |              |              |              |              |  |  |                                                    |        |        |        |
|  | Bayer Leverkusen         | Bayer Leverkusen         | 2                   | 0                   |                     |                     |                  |                  |                  |                  |  |  |              |              |              |              |  |  |                                                    |        |        |        |
|  | Bayer Leverkusen         | Bayer Leverkusen         | 2                   | 0                   | RB Leipzig          | RB Leipzig          | 1                | 1                |                  |                  |  |  |              |              |              |              |  |  |                                                    |        |        |        |
|  |                          |                          |                     |                     | RB Leipzig          | RB Leipzig          | 1                | 1                |                  |                  |  |  |              |              |              |              |  |  |                                                    |        |        |        |
|  |                          |                          | Rangers FC          | Rangers FC          | 0                   | 3                   |                  |                  |                  |                  |  |  |              |              |              |              |  |  |                                                    |        |        |        |
|  | SC Braga                 | SC Braga                 | Rangers FC          | Rangers FC          | 0                   | 3                   | 2                | 1                |                  |                  |  |  |              |              |              |              |  |  |                                                    |        |        |        |
|  | SC Braga                 | SC Braga                 |                     |                     |                     |                     |                  | 1                |                  |                  |  |  |              |              |              |              |  |  |                                                    |        |        |        |
|  | AS Monaco                | AS Monaco                | 0                   | 1                   |                     |                     |                  |                  |                  |                  |  |  |              |              |              |              |  |  |                                                    |        |        |        |
|  | AS Monaco                | AS Monaco                | 0                   | 1                   | SC Braga            | SC Braga            | 1                | 1                |                  |                  |  |  |              |              |              |              |  |  |                                                    |        |        |        |
|  |                          |                          |                     |                     | SC Braga            | SC Braga            | 1                | 1                |                  |                  |  |  |              |              |              |              |  |  |                                                    |        |        |        |
|  |                          |                          | Rangers FC          | Rangers FC          | 0                   | 3ap                 |                  |                  |                  |                  |  |  |              |              |              |              |  |  |                                                    |        |        |        |
|  | Rangers FC               | Rangers FC               | Rangers FC          | Rangers FC          | 0                   | 3ap                 | 3                | 1                |                  |                  |  |  |              |              |              |              |  |  |                                                    |        |        |        |
|  | Rangers FC               | Rangers FC               |                     |                     |                     |                     |                  | 1                |                  |                  |  |  |              |              |              |              |  |  |                                                    |        |        |        |
|  | Étoile rouge de Belgrade | Étoile rouge de Belgrade | 0                   | 2                   |                     |                     |                  |                  |                  |                  |  |  |              |              |              |              |  |  |                                                    |        |        |        |
|  | Étoile rouge de Belgrade | Étoile rouge de Belgrade | 0                   | 2                   |                     |                     |                  |                  |                  |                  |  |  |              |              |              |              |  |  |                                                    |        |        |        |
|  |                          |                          |                     |                     |                     |                     |                  |                  |                  |                  |  |  |              |              |              |              |  |  |                                                    |        |        |        |